# Bromometan
Bromometan ali metilbromid (molekulska formula: CH3Br) je organska kemijska spojina. Je plin brez barve in brez vonja, ki je strupen in zdravju škodljiv, zlasti pri vdihavanju in zaužitju. Uporabljali so ga v kmetijstvu kot pesticid. Večina držav je njegovo uproabo do leta 2000 ukinila.
Snov je praktično negorljiva. V primeru požara se lahko tvorijo zdravju škodljivi plini ali hlapi, predvsem vodikov bromid. Človeku je nevaren pri vdihavanju, ker lahko povzroči omotico, glavobol, bolečine v trebuhu, bruhanje, izgubo govora ter nekoordinirano dihanje. Na koži lahko povzroči mravljinčenje, srbenje, pekoč občutek, rdečico, v stiku s tekočino pa ozebline. V stiku z očmi lahko povroči rdečico, zamegljen vid in začasno izgubo vida.

## Fizikalne in kemijske lastnosti
Je plin, ki je težji od zraka in je brez vonja. Ni spontano gorljiv, vendar pa predstavlja nevarnost, kadar je izpostavljen iskri ali plamenu. Je stabilen pri normalni temperaturi in pritisku, ko se segreje, pa pride do razkroja. Takrat metilbromid oddaja zelo strupene in jedke pline. Nevarnost požara in eksplozije lahko nastane, ko pride v stik z aluminijem, cinkom in magnezijem.
Meša se z etanolom, etrom, dobro je topen v bencinu in ogljikovem tetrakloridu, slabo pa je topen v vodi.
Tališče snovi je pri -93,0 °C, vrelišče pri 3,56 °C, plamenišče pri 535 °C in vnetišče: <-30 °C.

## Toksikološki podatki
Akutna strupenost
LD50 (oralno, pri podganah): 214 mg/kg
LC50 (z vdihavanjem, pri podganah): 405 ppm(V)/4h
Subakutna do kronična strupenost
Možna rakotvornost zahteva nadaljnje razjasnitve. Možni mutageni učinki pri človeku. Poškodbe genetskega materiala v somatskih celicah pri človeku in živalih so dokazane.
Nadaljnji toksikološki podatki
Pri vdihavanju snovi so prisotni naslednji simptomi oz. posledice: pljučni edem, pljučnica, cianoza, motnje centralnega živčevja (glavobol, slabost, krči), narkotični učinek, smrt. Simptomi v: pljuča, jetra, ledvice. Latentni čas do nastopa učinkov. Po stiku s snovjo: Opekline: sluznica, oči, koža. Nevarnost absorpcije preko kože. Lahko povzroči nastajanje mehurjev, ki pa niso tako globoki, da bi uničili vse plasti kože.
Ekotoksičnost
Snov ima toksičen učinek na ribe in plankton in je verjetno obstojen v vodi. Lahko povzroči dolgotrajne škodljive učinke na vodno okolje. Snov je nevarna za ozonsko plast, hkrati pa obstaja nevarnost tvorbe strupenih, jedkih in eksplozivnih mešanic nad vodno površino. Tvori strupene mešanice z vodo, ne glede na razredčitev. 
Strupenost za ribe: P.reticulata LC50: 1,0 mg/l/96h
L. macrochirus LC50: 4,18mg/l/96h;
Strupenost za dafnije: Daphnia magna EC50: 2,6mg/l/96h;